# Хюйс, Модест
Модест Хюйс (нидерл. Modest Huys; фр. Modest Huys; 10 декабря 1861, Намсус, Нур-Трёнделаг — 2 июля 1937, Сен-Жиль, Брюссельский столичный регион) — бельгийский художник-люминист.

## Биография
Родился в 1874 году в городе Зюлте, Восточная Фландрия в семье маляра. С раннего возраст помогал своему отцу, затем учился в Гентской промышленной школе. В 1891 или 1892 году Хюйс познакомился с художником Эмилем Клаусом, который оценил его художественные способности. Только в 1900 году 26-летний Хюйс поступил в Академию изящных искусств Антверпена, но курса не окончил.
Тем не менее, с 1902 года начал регулярно выставлять свои картины, а начиная с 1905 года регулярно участвовал в выставках люминистов наряду с Эмилем Клаусом и другими.
С началом Первой мировой войны Хюйс бежал в Нидерланды, но в 1915 году вернулся. Его дом и мастерская были разрушены в ходе боевых действий 1918 году, а сам он к концу войны жил в хижине лесника, который приютил его.
После войны Хюйс  снова начал активно выставляться, теперь уже не только в Бельгии, но и за её пределами, в частности, на ежегодном Парижском салоне. В этот период палитра картин Хюйса стала темнее, усилилась контрастность цветов, что приблизило его творчество к экспрессионизму. В 1926 году Хюйс построил в родном городе Зюлте дом-мастерскую по собственному проекту, который назвал «Домом Солнца». Помимо картин, Хюйс, как и его современник Пиросмани, охотно создавал настенные росписи в тавернах своего города. 
Скончался в 1932 году. В 1999 году именем Хюйса в родном городе была названа площадь.

## Галерея

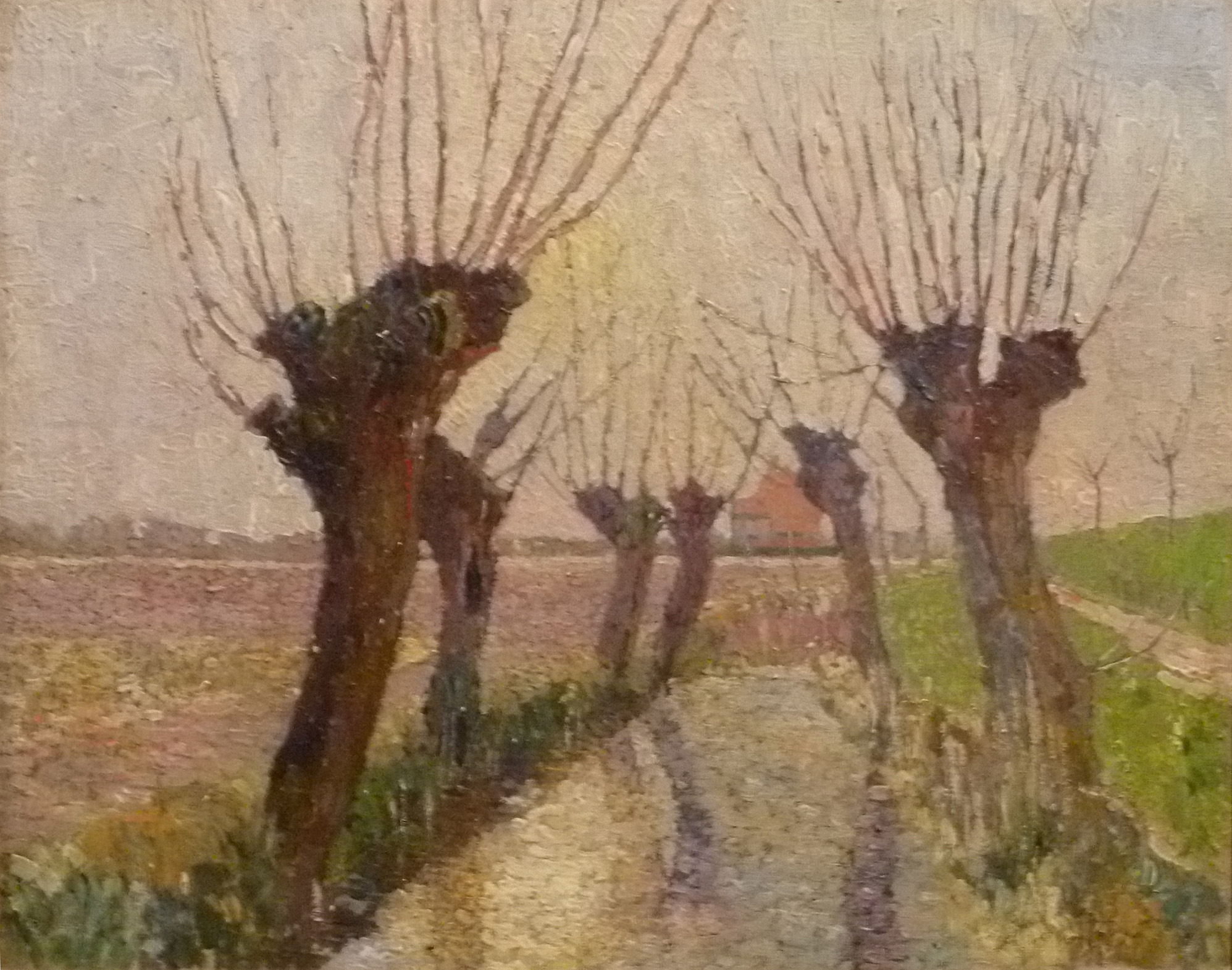
Ивы.
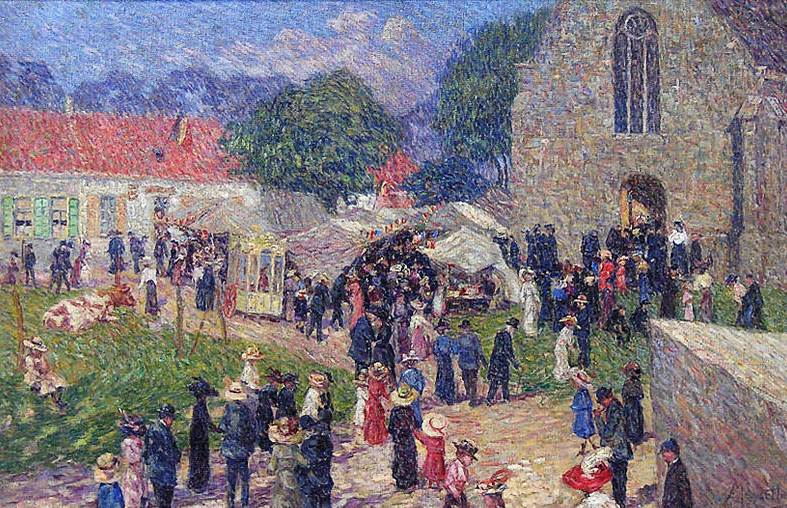
Ярмарочная площадь.
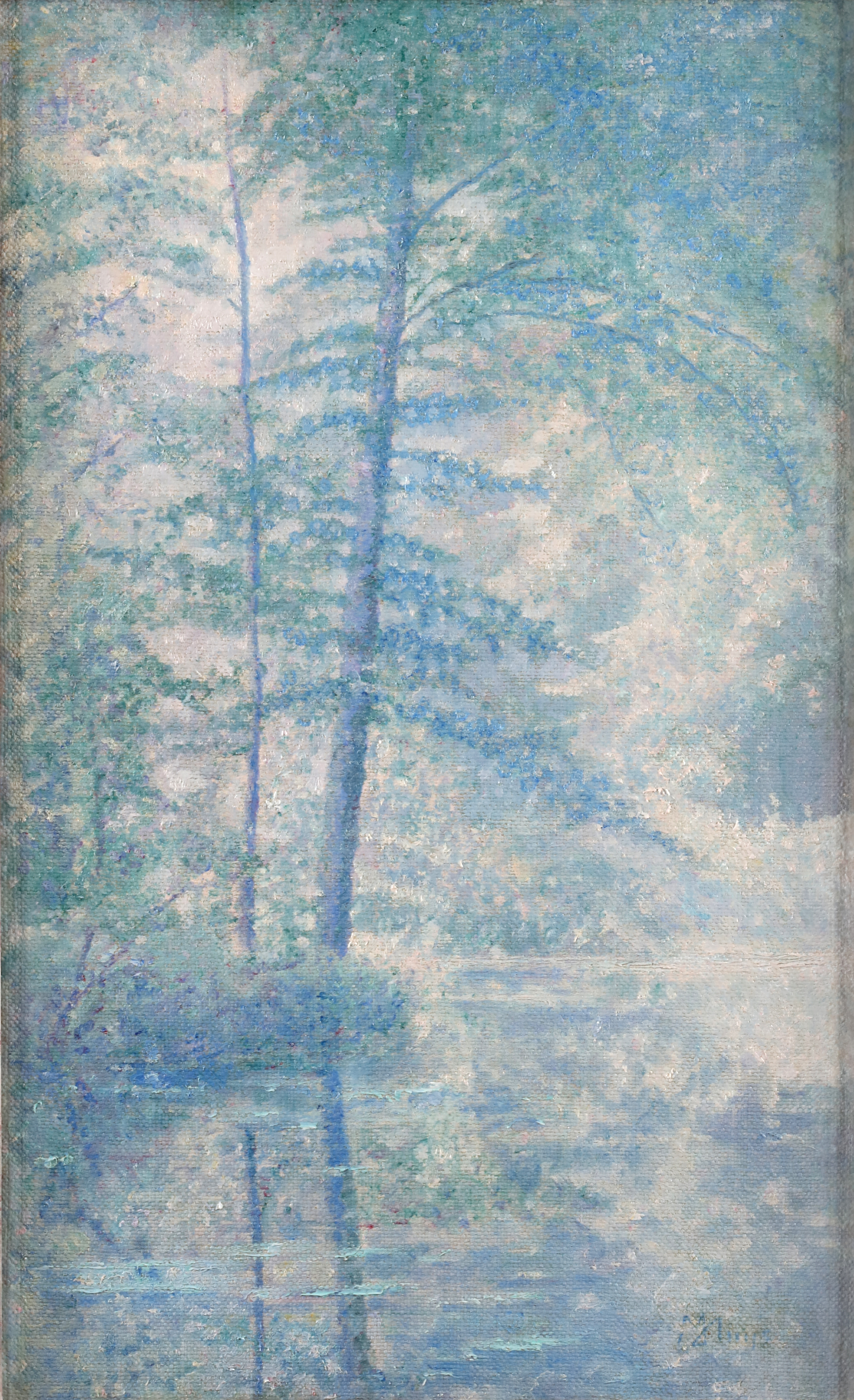
Лес.
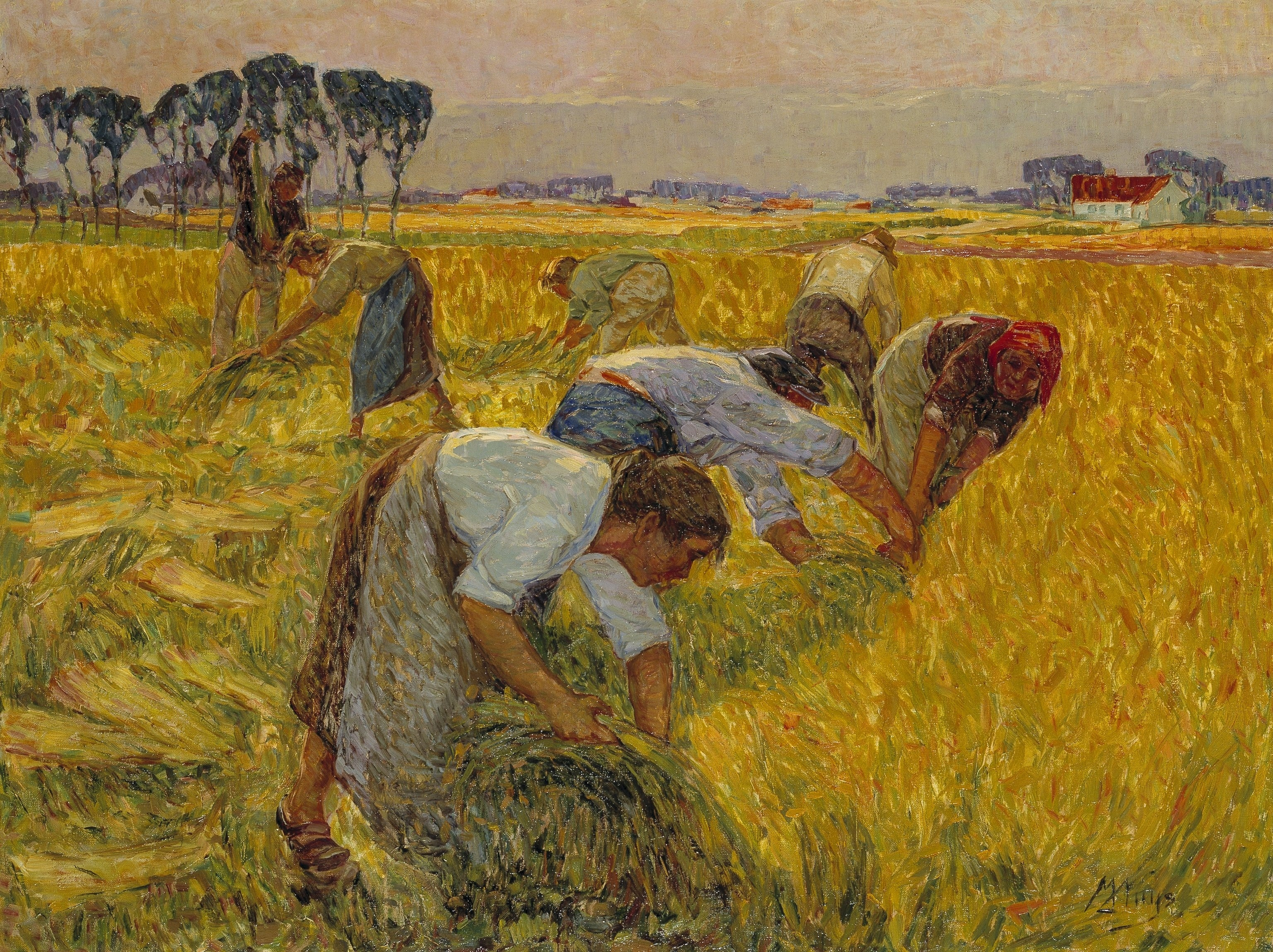
Жницы
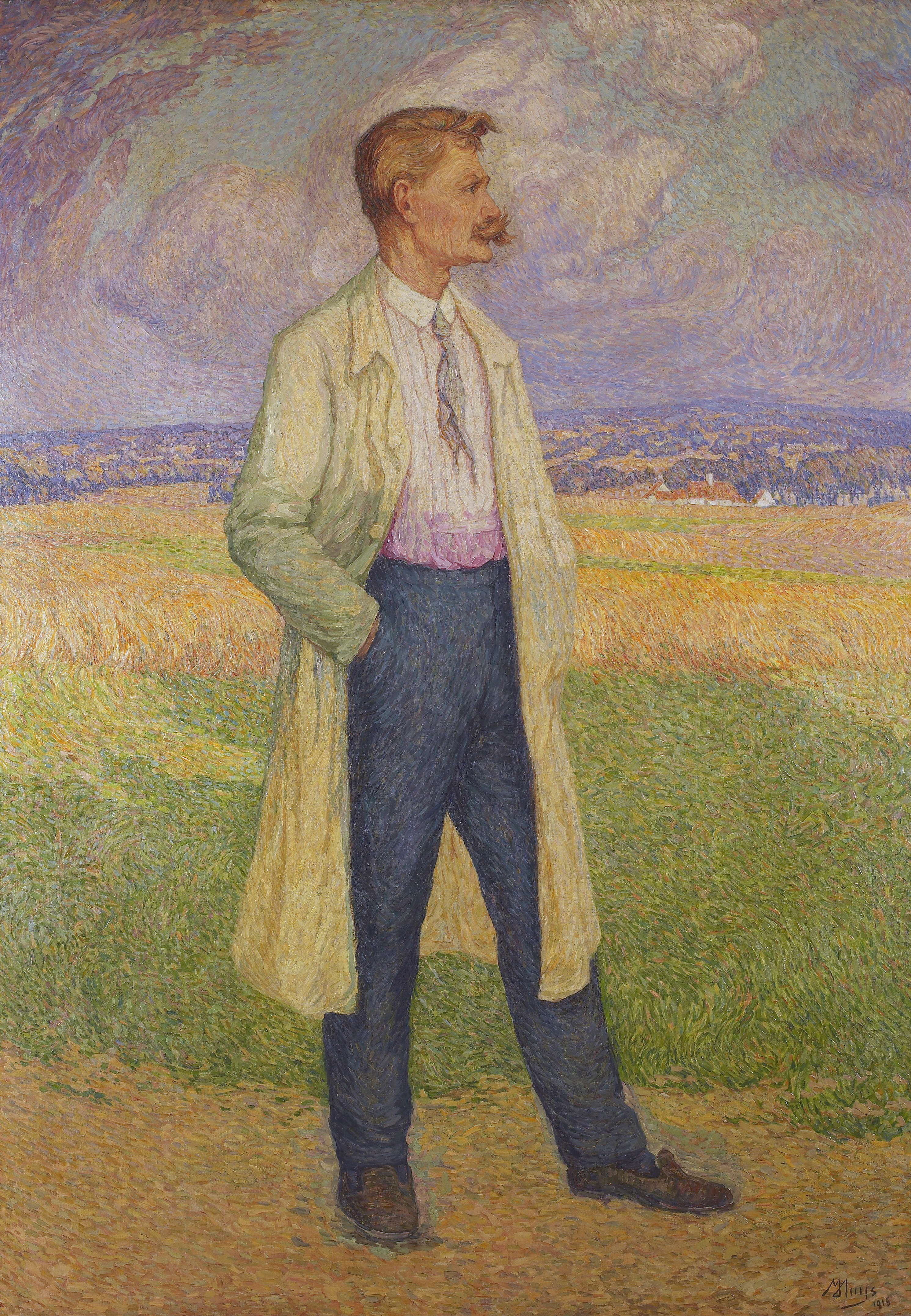
Портрет писателя Стейна Стрёвелса.
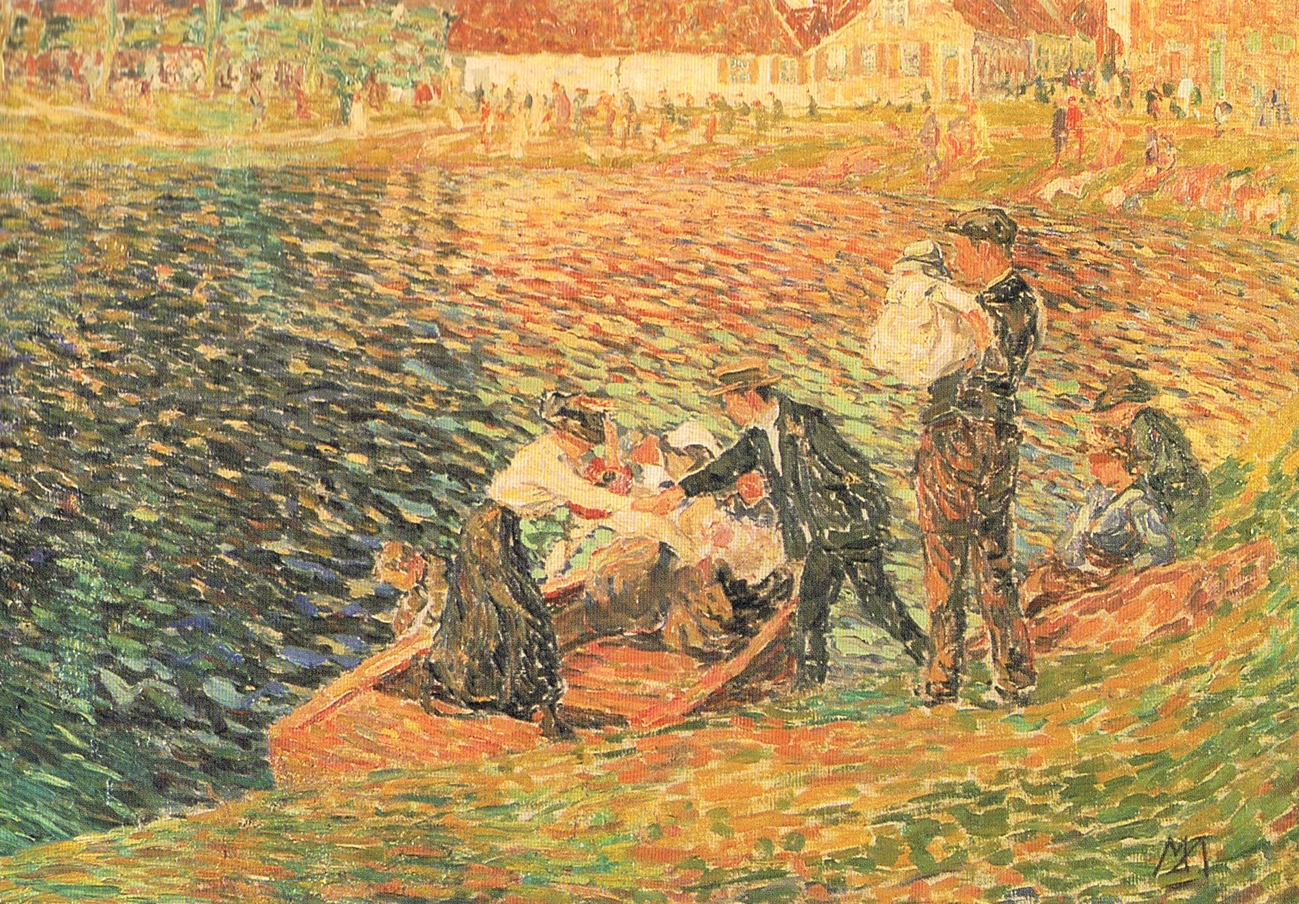
Пассажиры